# X Factor (seizoen 5)
Het vijfde seizoen in Nederland van het van oorsprong Britse televisietalentenjachtprogramma X Factor was van april tot en met juli 2013 te zien op RTL 4. Het bevatte een aantal veranderingen in vergelijking met de eerdere seizoenen. Het was nu ook mogelijk dat mensen zich opgaven als singer-songwriter, rapper en als dj. Deze acts werden verdeeld worden in de categorieën jongens, meisjes, 26+ en groepen.
Op 5 juli werd Haris Alagic uitgeroepen tot winnaar van X Factor 2013. Hij behaalde 64% van de stemmen en won hiermee een auto en een platencontract.

## Juryleden
De juryleden waren Angela Groothuizen, Gordon Heuckeroth, Ali Bouali en Candy Dulfer.